# Saprosites rufus
Saprosites rufus är en skalbaggsart som beskrevs av Renaud Maurice Adrien Paulian 1944. Saprosites rufus ingår i släktet Saprosites och familjen Aphodiidae. Inga underarter finns listade i Catalogue of Life.